# Poker Face
„Poker Face” este un cântec al interpretei americane Lady Gaga, lansat la 26 septembrie 2008 sub egida casei de discuri Interscope Records drept cel de-al doilea disc single extras de pe albumul de debut al solistei, The Fame (2008). „Poker Face” este o piesă synth-pop compusă în tonalitatea Sol diez minor, urmărind o schemă asemănătoare cu single-ului anterior, „Just Dance”, însă cu o temă muzicală mai întunecată. Ideea din spatele cântecului este bisexualitatea și este, de asemenea, un omagiu către iubiții rock and roll ai solistei. Versurile piesei conțin numeroase aluzii sexuale.
Single-ul a fost apreciat de numeroși critici, aceștia lăudând atât post-refrenul robotic, cât și refrenul. Cântecul a obținut succes în toată lumea, clasându-se în fruntea clasamentelor din 20 de țări, inclusiv Statele Unite, Regatul Unit, Australia, Noua Zeelandă, Canada și numeroase țări din Europa. „Poker Face” a fost cel mai bine vândut single al anului 2009 în toată lumea, cu peste 9.5 milioane de exemplare vândute. Piesa este, de asemenea, unul dintre cele mai bine vândute single-uri din istorie, având peste 14 milioane de copii vândute. Videoclipul cântecului o prezintă pe cântăreață purtând numeroase costume și jucându-se strip poker într-o vilă.
Gaga a cântat single-ul în cel de-al optulea sezon al emisiunii American Idol, precum și în toate turneele ei. Interpretările live includ atât versiuni electronice, cât și acustice, cântate la pian. „Poker Face” a fost nominalizat la categoriile „Cântecul anului” și „Înregistrarea anului” la cea de-a 52-a ediție a premiilor Grammy, câștigând la categoria „Cea mai bună înregistrare dance”.

## Informații generale
„Poker Face” a fost compus de Gaga și RedOne, în timp ce producția a fost realizată de RedOne. Gaga a dezvăluit într-un interviu faptul că piesa a fost compusă de ea drept un cântec pop ce un aduce un omagiu „iubiților rock 'n' roll”. Solista a mai explicat că ideea principală din spatele melodiei a fost sexul și jocurile de noroc. Într-un interviu pentru publicația Daily Star, Gaga a spus că: „Este despre multe lucruri diferite. [...] Am avut întâlniri cu mulți băieți cărora le plăcea într-adevăr sexul și băutura și jocurile de noroc, așa că am vrut să scriu o piesă care ar fi pe placul lor”. Într-un interviu pentru revista Rolling Stone, atunci când cântăreața a fost întrebată despre semnificația versului „bluffin' with my muffin” (ro.: „joc la cacealma cu brioșica mea”), aceasta a spus că este o metaforă pentru vulva ei:
„Evident, este fața de poker a vaginului meu! Am luat acel vers din altă piesă pe care am compus-o dar nu am lansat-o niciodată, intitulată «Blueberry Kisses». Este despre o fată care îi cântă iubitului ei despre cum își dorește ca el să îi sex oral.”
În timpul spectacolului din Palm Springs, California din cadrul turneului The Fame Ball Tour, la 11 aprilie 2009, Gaga a explicat către mulțime adevărata semnificație a termenului „Poker Face” folosit în cântec. Solista a sugerat că piesa este despre experiențele personale legate de bisexualitate. Ideea din spatele melodiei a fost modul în care aceasta era cu un bărbat, însă avea fantezii legate de o femeie. Prin urmare, bărbatul din piesă trebuie să-i citească „fața de poker” pentru a înțelege ce îi trece prin minte.

## Structura muzicală și versurile
„Poker Face” este un cântec synth-pop și dance-pop care urmărește schema single-ului anterior, „Just Dance”. Întrucât „Just Dance” a fost predominant electropop, „Poker Face” conține un stil întunecat, cu voci clare în refren și un post-refren pop, în timp ce combină sintetizatoarele din „Just Dance” cu beat-uri orientate spre muzica dance, asemănătoare cu următorul single, „LoveGame”.
„Poker Face” are un tempo rapid de 120 de bătăi pe minut. Cântecul este compus în tonalitatea Sol♯ minor, iar vocea solistei variază de la nota Fa♯3 până la nota Si4. Piesa începe cu un tempo mediu, urmat de acorduri electrice și ante-refrenul „Mum-mum-mum-mah”. Versurile sunt în ordinea Sol♯minor–Mi/Sol♯–Fa♯, iar refrenul Sol♯minor–Mi–Si–Fa♯. Acestea sunt acompaniate de muzica dance și beat-ul puternic, precum și de post-refrenul „P p p poker face, p p p poker face”.
Din punct de vedere al versurilor, cântecul vorbește despre aluzii și tachinări sexuale. Potrivit Daily Star, în refren sunt repetate două versuri alternative. În urma versului „Can't read my Poker Face” (ro.: „Nu poate să-mi citească fața de poker”), acompaniamentul vocal rostește „He's got me like nobody” (ro.: „El mă are doar pe mine și nimeni altcineva”), iar în următorul vers, se rostește „She's got me like nobody” (ro.: „Ea mă are doar pe mine și nimeni altcineva”). Gaga a explicat în timpul unui interviu faptul că versul conține un subînțeles legat de dragoste și sex. Cu toate acestea, în broșura albumului The Fame, indică faptul că doar versul „She's got me like nobody” este rostit. Potrivit BBC, ante-refrenul „Mum-mum-mum-mah” utilizat în „Poker Face” face referire la hit-ul din 1977 al grupului Boney M., „Ma Baker”.

## Recepția criticilor

Lady Gaga cântând „Poker Face” în turneul The Monster Ball Tour (2010).

În urma lansării sale, single-ul „Poker Face” a obținut laude din partea criticilor de specialitate. Într-o recenzie pentru The Fame, Priya Elen de la ziarul The Times a spus că piesa a fost unul dintre „cele mai bune momente ale albumului” datorită „poveștii de «dragoste ca un joc de cărți»”. BBC Music a oferit o recenzie pozitivă melodiei, numind-o „sclipitoare” datorită „exprimării dorinței copleșitoare pentru celebritate și bogăție”. Bill Lamb de la About.com a opinat că „«Poker Face» este foarte potrivit pentru radio-ul pop, însă cu mici nuanțe alterate ar fi la fel ca atmosfera dintr-o casă în care are loc o petrecere întunecată și asudată, noaptea târziu. Solista a reîmprospătat lumea muzicii pop din Statele Unite și Regatul Unit în unul dintre cele mai lente momente ale anului. «Poker Face» ține motorul pornit, în timp ce publicul așteaptă următorul pas din partea lui Lady Gaga”. Chris Williams de la revista Billboard a oferit, de asemenea, o recenzie pozitivă cântecului, spunând: „Încă odată, post-refrenurile sunt pline de șiretlicuri, având sintetizatoare cu influențe din anii '80, versuri robotice și un refren cald și însorit, mult mai captivant decât single-ul anterior («Just Dance»)...Cu o viziune artistică concentrată, o fudulie în materie de stil, și mai presus de toate, o colecție cu adevărat fantastică de chifteluțe pop diversificate, Gaga își joacă cărțile în mod corect—iar «Poker Face» nu este altceva decât un alt as în mânecă”.
Într-o recenzie pentru publicația Slant Magazine, Sal Cinquemani a inclus single-ul în lista celor mai bune cântece de pe albumul The Fame, alături de alte piese precum „Starstruck”, „Paper Gangsta” sau „Summerboy”. Matthew Chisling de la Allmusic a numit melodiile „Poker Face” și „The Fame” „contagioase”, complimentând „natura lor de a întineri atmosfera vioaie celei de-a doua jumătăți a albumului”. Evan Sawdey de la website-ul PopMatters.com a fost de părere că piesele „Poker Face” și „Paparazzi” duplică majoritatea „teritoriului strălucitor pe care «Just Dance» l-a pavat, însă într-un mod în care înțelegem cu bună știință că Gaga nu se repetă niciodată”. Într-o recenzie a turneului The Fame Ball Tour, revista Rolling Stone a comparat versiunea acustică „bluesy” a lui „Poker Face” cu muzica solistei Amy Winehouse. Cântecul a primit nominalizări la premiul Grammy pentru melodia anului, premiul Grammy pentru înregistrarea anului și premiul Grammy pentru cea mai bună înregistrare dance, câștigându-l pe cel din urmă.. Rolling Stone a clasat single-ul pe locul 96 în lista celor mai bune 100 de cântece din deceniul 2000. În octombrie 2011, „Poker Face” a ocupat locul 103 în topul celor mai bune 150 de melodii din ultimii 15 ani, realizat de revista NME.

## Performanța în clasamentele muzicale

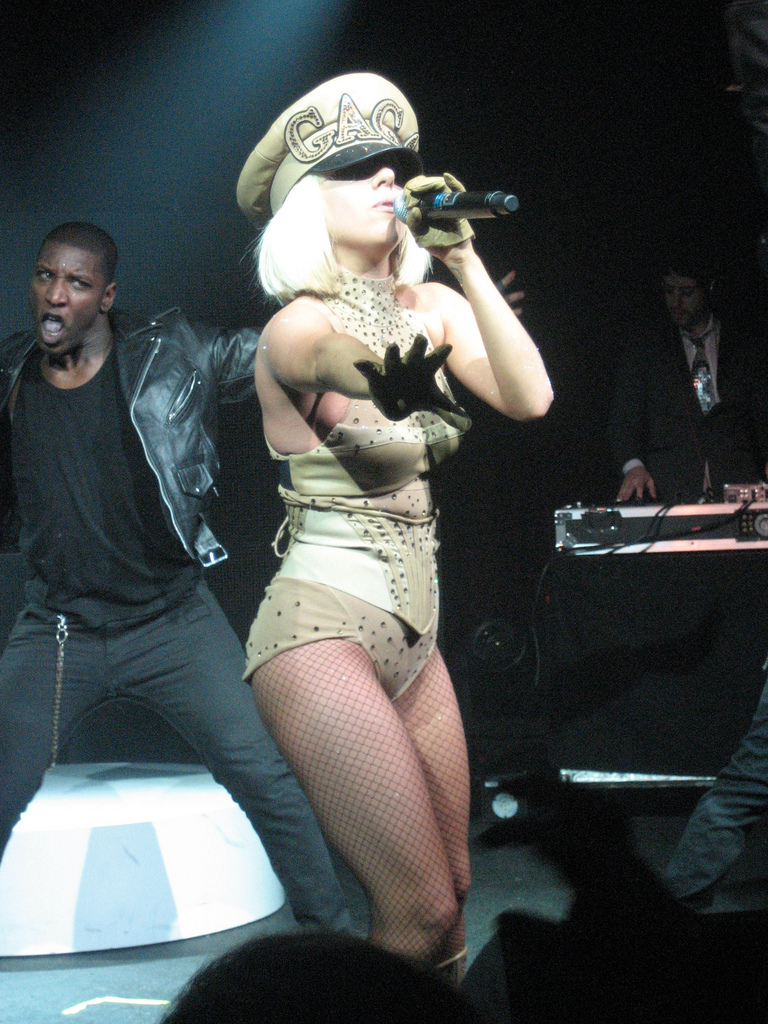
Gaga purtând un costum mulat galben și o pălărie de amiral în timpul interpretării piesei „Poker Face” în cadrul turneului The Fame Ball Tour.

În Statele Unite, single-ul a debutat pe locul 92 în clasamentul Billboard Hot 100, ajungând ulterior pe locul șase la 7 martie 2009. În următoarea săptămână, cântecul a urcat trei poziții, ocupând locul trei și păstrându-și poziția timp de trei săptămâni consecutive. La 11 aprilie 2009, „Poker Face” a ajuns pe primul loc. Piesa a devenit cel de-al doilea single consecutiv al solistei care să ocupe locul unu în Hot 100. Momentul a reprezentat, de asemenea, prima oară când un artist debutant obține performanța de a clasa primele lui două single-uri pe locul unu de la Christina Aguilera care a dobândit poziția de top cu piesele „Genie in a Bottle” și „What a Girl Wants” în 1999 și, respectiv, 2000. Melodia a petrecut un total de 40 de săptămâni în clasamentul Hot 100. Cântecul a ajuns totodată pe prima poziție a topurilor Hot Dance Airplay și Hot Dance Club Play. „Poker Face” a fost primul single de la „Sorry” (2006) care a reușit să se claseze pe prima poziție a tuturor topurilor de muzică dance în aceeași săptămână, incluzând clasamentul Hot Dance Singles Sales. Piesa a primit discul de diamant din partea Recording Industry Association of America (RIAA), 7.5 milioane de exemplare digitale fiind distribuite în Statele Unite până în februarie 2018, conform Nielsen SoundScan. Lady Gaga este primul artist din istoria digitală care să aibă două single-uri cu vânzări de peste șapte milioane de copii digitale, împreună cu „Just Dance”. „Poker Face” este cel mai bine vândut cântec în mediul digital al artistei în Statele Unite.
În Canada, single-ul a debutat pe locul 41 în clasamentul Canadian Hot 100. La 13 decembrie 2008, melodia a ajuns pe locul unu, păstrându-și poziția timp de nouă săptămâni neconsecutive. „Poker Face” a primit opt discuri de platină din partea Canadian Recording Industry Association (CRIA) pentru cele peste 320.000 de exemplare digitale vândute. Cântecul a debutat pe locul 26 în topul ARIA Chart, obținând prima poziție în cea de-a șaptea săptămână. Piesa s-a vândut în peste 420.000 de copii în Australia, câștigând astfel șase discuri de platină din partea Australian Recording Industry Association (ARIA). „Poker Face” a deținut recordul pentru cele mai multe săptămâni de prezență în istoria clasamentului ARIA, având un total de 106 săptămâni acumulate. Recordul a fost doborât ulterior de cântărețul Vance Joy cu piesa „Riptide” care a adunat un total de 120 de săptămâni de prezență. În Noua Zeelandă, single-ul a debutat pe locul 21, iar în cea de-a șasea sa săptămână, s-a clasat pe locul unu, petrecând ulterior 10 săptămâni consecutive pe prima poziție. „Poker Face” a primit două discuri de platină din partea Recording Industry Association of New Zealand (RIANZ) datorit celor peste 30.000 de exemplare vândute.
În Regatul Unit, „Poker Face” a debutat pe locul 30 în clasamentul UK Singles Chart. Trei săptămâni mai târziu, single-ul a ajuns pe primul loc, devenind cel de-al doilea single consecutiv al solistei care să obțină această performanță. Cântecul a deținut anterior recordul pentru cel mai bine vândut single în mediul digital din Regatul Unit, înainte de a fi depășit de piesa „I Gotta Feeling” a formației The Black Eyed Peas în luna iunie a anului 2010. Cu toate acestea, „Poker Face” a fost cel mai bine vândut single al anului 2009, fiind laureat cu premiul The Record of the Year. Până în ianuarie 2017, melodia s-a vândut în 1.18 milioane de exemplare și a fost redată de 8.27 de milioane de ori cu ajutorul serviciilor de streaming potrivit Official Charts Company, primind două discuri de platină din partea British Phonographic Industry (BPI). În România, single-ul s-a clasat pe locul unu în Romanian Top 100 după 20 de săptămâni de prezență în clasament, fiind a doua cea mai lungă ascensiune până pe prima poziție din istoria topului. A fost, de asemenea, a noua cea mai difuzată piesă la posturile de radio din România în anul 2009. În Italia, „Poker Face” a debutat pe locul 19, ajungând ulterior pe locul doi. Melodia a ajuns în fruntea clasamentelor din numeroase alte țări din Europa, notabil Australia, Belgia (regiunile Flandra și Valonia), Danemarca, Elveția, Finlanda, Franța, Germania, Irlanda, Norvegia, Polonia, Suedia, și Țările de Jos. În Germania, cântecul a devenit cel mai bine vândut single digital din istorie, fiind primul ce reușește să depășească pragul de 500,000 de descărcări. „Poker Face” a petrecut 16 săptămâni neconsecutive pe primul loc al clasamentului European Hot 100 Singles. Pe plan global, melodia s-a vândut în 9.8 milioane de exemplare până în noiembrie 2009 potrivit IFPI. 13.4 milioane de copii au fost distribuite până în septembrie 2013, „Poker Face” devenind unul dintre cele mai bine vândute single-uri din toate timpurile.

## Videoclipul
Videoclipul cântecului „Poker Face” a fost regizat de Ray Kay, însoțit de Anthony Mandler. Filmările au avut loc la vila de lux PokerIsland a Bwin Compania a furnizat, de asemenea, echipamentul de poker, obținând plasare de produs. Premiera a avut loc la 22 octombrie 2008. Conținând cadre filmate atât la o piscină, cât și în scene filmate în vilă, videoclipul începe cu Gaga, ieșind din piscină și purtând o mască de bal, realizată din oglinzi, precum și un costum negru din latex cu un umăr fals crestat, în timp ce doi câini danezi stau lângă ea. Artista își aruncă masca pe măsură ce piesa începe, fiind ulterior afișate cadre filmate de aproape cu Gaga, cântând. Aceasta poartă un abțibild metalic pe obrazul drept. Alte scene o prezintă pe solistă în vilă, sau dansând pe marginea piscinei alături de dansatori, purtând un costum mulat de culoare turcoaz. Mai apoi, Gaga ia parte la o petrecere în care fiecare bărbat și femeie își încearcă norocul la jocul de strip poker. Petrecerea devine și mai sălbatică atunci când fiecare participant se dezbracă până la lenjerie intimă, dansează în jur și împart săruturi unul cu celălalt. Cadrele filmate pe marginea piscinei prezintă, de asemenea, câteva manechine albe. Înainte de versul intermediar, Gaga este prezentată purtând perechea ei de ochelari caracteristici, afișând mesajul „Pop Music Will Never Be Low Brow” (ro.: „Muzica pop nu va fi niciodată de prost gust”). Videoclipul se încheie cu o scena în care artista cântă post-refrenul Mum-mum-mum-ma.
În timpul celui de-al nouăsprezecelea episod din seria de videoclipuri „Transmission Gagavision”, cântăreața a explicat ideea principală din spatele clipului pentru „Poker Face”: „Mi-am dorit să fie sexy, așa că m-am gândit să nu port pantaloni, pentru că asta e sexy, [...] Și am vrut să fie și futuristic, așa că am vrut să port o pereche de umeri falși, pentru că asta e specialitatea mea”. În anumite versiuni ale videoclipului, cuvintele „muffin” (ro.: „brioșică”, un termen argou pentru vaginul femeilor), „Russian Roulette” și „gun” (ro.: „pistol”) sunt cenzurate. La 21 iunie 2009, „Poker Face” a câștigat premiul pentru cel mai bun videoclip al unui artist internațional la ediția din 2009 a premiilor MuchMusic Video Awards. La gala din 2009 a premiilor MTV Video Music Awards, „Poker Face” a primit nominalizări la categoriile „Videoclipul anului”, „Cel mai bun artist nou”, „Cel mai bun videoclip al unei cântărețe” și „Cel mai bun videoclip pop”. Alături de alte cinci nominalizări pentru „Paparazzi”, Gaga a fost la egalitate cu Beyoncé drept artiste cu cele mai multe nominalizări în anul respectiv.
În anul 2010, Gaga a organizat o licitație inversă pentru unul dintre colierele pe care le-a purtat în videoclip, creat de Brian Lichtenberg. Toate veniturile obținute din licitație au fost donate organizației Lupus Foundation of America.

## Interpretări live

Lady Gaga cântând o versiune de pian a melodiei „Poker Face” în timpul unui concert din cadrul turneului The Fame Ball Tour. Artista a apărut pe scenă cântând la un pian transparent și purtând o rochie realizată din balonașe de plastic.

„Poker Face” a fost interpretat de Gaga la numeroase spectacole, notabil AOL Sessions, Cherrytree House organizat de Interscope, precum și la canalul MTV. Piesa a fost cântată atât în varianta sa originală, cât și într-o variantă acustică de pian în timpul turneului The Fame Ball Tour. Interpretarea a înfățișat-o pe solistă purtând o rochie realizată din balonașe transparente și o pereche de pantofi cu toc, cântând la un pian realizat din sticlă, în timp ce un manechin luminos stă în fața acesteia. Gaga a declarat faptul că pianul umplut cu balonașe transparente a fost creat în mod special pentru a se asorta cu rochia. Versiunea actuală a single-ului a fost cântată drept bis, după melodia „Boys, Boys, Boys”. Interpretarea a început cu artista, spunând „Unii sunt de părere că Lady Gaga e doar o minciună, și au dreptate: Chiar sunt o minciună, și fac prăpăd în fiecare zi pentru a o face adevărată”. Gaga a purtat un costum mulat asemănător unui corset, încrustat cu cristale, precum și o pălărie de amiral. Atât pălăria, cât și mănușile fără degete, au fost decorate cu cuvântul „Gaga”.
La 1 aprilie 2009, piesa a fost cântată la emisiunea American Idol de pe canalul Fox atât în versiunea acustică, cât și în cea normală. Pentru spectacol, cântăreața a stat la un pian Plexiglass încărcat cu bule și lumini roz. Aceasta a început să cânte cel de-al doilea vers din „Poker Face” într-un stil asemănător Bettei Midler, acompaniată de un violonist. Gaga a purtat o pereche de umeri falși, strălucitori și de aluminiu, și o perucă de culoare blond platinat. După primul refren, ritmul s-a întors înapoi la introducerea melodiei. Solista s-a ridicat ulterior de la pian și a interpretat single-ul în mijlocul scenei, purtând un costum mulat argintiu cu o stea uriașă pe el și cu ciucuri. În timpul versului intermediar, violonistul a cântat o versiune rapidă în timp ce Gaga dansa frenetic în jurul scenei. Spectacolul s-a încheiat cu artista, privind către public și dezvăluind un fermoar deschis, lipit de ochiul stâng. Interpretarea a fost descrisă ca fiind o „artă performance extraterestră-disco”, iar Cortney Harding de la publicația Billboard a scris că „a fost momentul de încoronare a lui Gaga la TV ... arătându-i Americii Centrale că este un superstar pop autentic”.
O versiune acustică a fost interpretată de Gaga la BBC Live & In-Session la 19 aprilie 2009. În aceeași zi, artista și-a făcut prima apariție televiziunea italiană, la programul TV Quelli che... il Calcio. „Poker Face” a fost, de asemenea, cântat la emisiunea The Paul O'Grady Show din Regatul Unit. Gaga a început să interpreteze o versiune acustică, înainte de a trece la versiunea normală. O versiune rock a fost totodată interpretată la emisiunea Friday Night with Jonathan Ross. La 12 mai 2009, Gaga a cântat „Poker Face” la The Ellen DeGeneres Show, stând pe scaunul de pian și purtând un giroscop în jurul capului realizat de designerul pentru pălării teatrale Nasir Mazhar. Cântăreața a numit giroscopul „bariera Gaga” deoarece a prevenit-o pe Ellen DeGeneres să o îmbrățișeze, datorită mărimii acestuia. O versiune remix compusă din „Poker Face” și „LoveGame” a fost interpretată la ediția din 2009 a premiilor MuchMusic Video Awards, la spectacolul realizat în aer liber. Interpretarea ce a inclus un vagon de metrou fals înconjurat de ofițeri ai poliției falși a fost considerată drept un omagiu pentru New York City. Fragmente din melodie au fost incluse în concertul lui Gaga din cel de-al 35-lea sezon al emisiunii americane de comedie Saturday Night Live, purtând un dispozitiv uriaș („The Orbit”) alcătuit din numeroase inele metalice concentrice, rotindu-se în jurul ei. În septembrie 2009, solista a apărut la emisiunea franceză Taratata, cântând „Poker Face” cu versuri improvizate în limba franceză.

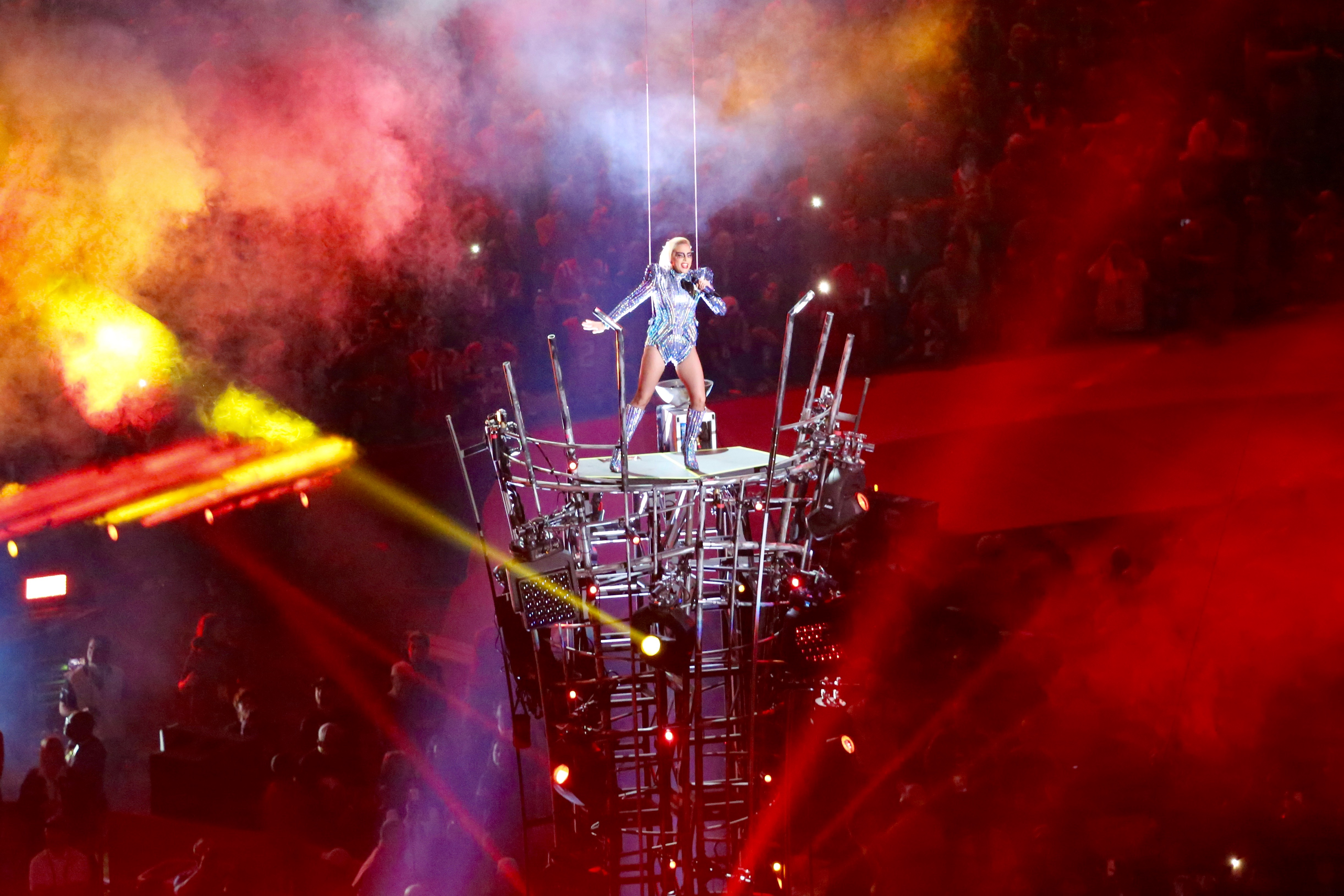
Lady Gaga cântând „Poker Face” în cadrul spectacolului din pauza meciului de fotbal Super Bowl LI, stând în vârful unei platforme înalte.

Cântecul a fost inclus în turneul The Monster Ball. Versiunea de pian a fost interpretată de Gaga ținându-și un picior în aer și echilibrându-se pe scaunul pianului. Rapper-ul Kid Cudi i s-a alăturat ulterior pentru a cânta propria lui melodie, „Make Her Say”, care conține o mostră din „Poker Face”. Versiunea actuală a fost interpretată în ultimul segment al concertului, Gaga purtând o rochie realizată din pistoale. În varianta reediată a concertului din 2010-2011, cântăreața a dansat și cântat pe scenă, biciuind, de asemenea, cu un lanț. La cea de-a 52-a ediție a premiilor Grammy, Gaga a deschis gala cu o interpretare a piesei „Poker Face”. Pe la mijlocul spectacolului, solista a fost azvârlită în ghena de gunoi a fabricii Fame, înainte de a apărea la pian alături de Elton John. În mai 2011, artista a cântat single-ul în timpul festivalului Radio 1's Big Weekend de la Carlisle, Cumbria. Melodia a fost, de asemenea, inclusă în turneul Born This Way Ball (2012-2013), iar Gaga a purtat o versiune modificată a faimoasei rochii din carne. În timpul interpretării, cântăreața și dansatorii au intrat cu capul într-o mașină de tocat carne uriașă. Pentru spectacolul rezidențial din 2014, Lady Gaga Live at Roseland Ballroom, artista a ales să cânte o versiune de pian a cântecului. Mai târziu în același an, în turneul Artrave: The Artpop Ball, Gaga a interpretat un potpuriu alcătuit din „Just Dance”, „Telephone” și „Poker Face”, purtând o rochie albă până la genunchi, o pereche de tocuri, precum și o perucă bob.
În octombrie 2016, Gaga a apărut la segmentul Carpool Karaoke al emisiunii The Late Late Show with James Corden, iar „Poker Face” a fost unul dintre piesele pe care artista le-a cântat în vehicul. La 5 februarie 2017, solista a cântat în pauza meciului de fotbal Super Bowl LI. După ce a coborât din vârful stadionului, Gaga a început să cânte „Poker Face” stând pe o coloană înaltă, înainte de a începe a face acrobații în aer și a interpreta single-ul, stând în aer agățată de o frânghie. Melodia a fost cântată drept bis în timpul festivalului Coachella Valley Music and Arts, alături de „Bad Romance”. „Poker Face” a fost inclus, de asemenea, în lista pieselor pentru turneul Joanne World Tour (2017-2018), iar Gaga a purtat un costum mulat negru acoperit cu franjuri și diamante pentru interpretare. Artista a cântat melodia în timpul spectacolului rezidențial Lady Gaga Enigma (2018–2020), organizat în Las Vegas și împărțit în două versiuni diferite. În timpul concertelor Enigma, „Poker Face” a fost cea de-a doua piesă din lista de cântece, în timp ce concertele Jazz and Piano includ o versiune lentă de pian a single-ului.

## Versiuni cover și adaptări
Cântărețul de muzică rock Chris Daughtry a interpretat o versiune acustică a melodiei, în timp ce se afla la un post de radio din Germania. În anul 2009, single-ul „Make Her Say” al rapper-ului Kid Cudi, în colaborare cu Kanye West, a fost lansat; piesa conține o mostră din vocea artistei din versiunea acustică pentru „Poker Face” de pe EP-ul The Cherrytree Sessions. Deși inițial a fost intitulat „I Poke Her Face”, titlul a fost ulterior schimbat pentru a fi mai acceptabil pentru radio. Actorul Christopher Walken a cântat o versiune a capella specială pentru melodie în timpul emisiunii Friday Night with Jonathan Ross de pe canalul BBC1, în cadrul petrecerii de Halloween din 2009. „Poker Face” a fost, de asemenea, interpretat de către artistul britanic Mika în timpul vizitei lui la BBC Radio 1 Live Lounge. Versiunea sa a fost ulterior lansată pe versiunile CD distribuite în Regatul Unit și Franța pentru single-ul „Rain”.
Melodia a fost inclusă în serialul South Park, în timpul episodului „Whale Whores”, și a fost cântată de personajul Eric Cartman. La 16 martie 2010, versiunea din serial a fost pusă la dispoziție drept material descărcabil din jocul video Rock Band. Într-o ediție specială a emisiunii Familia mea dementă, piesa a fost cântată de Alex Borstein care o parodia pe Marlee Matlin. Lea Michele și Idina Menzel au realizat o versiune acustică a piesei „Poker Face” în episodul „Theatricality” al serialului Glee. Versiunea lor a debutat pe locul 100 în Billboard Hot 100, urcând 80 de poziții în următoarea săptămână, până pe locul 20. A devenit una dintre cele mai populare înregistrări ale emisiunii; cu peste 410,000 de exemplare digitale, rămâne al zecelea cel mai bine vândut cântec din istoria emisiunii. „Weird Al” Yankovic a inclus refrenul melodiei în piesa „Polka Face” de pe albumul Alpocalypse din 2011. În episodul „Lisa Goes Gaga” din serialul Familia Simpson, Homer Simpson a interpretat o versiune parodiată, intitulată „Homer Face”.

## Ordinea pieselor pe disc și formate
| - CD Single distribuit în Australia 1. „Poker Face” (Versiunea de pe album) – 3:58 2. „Just Dance” (Robots to Mars Mix) – 4:37 - CD Single distribuit în Germania 1. „Poker Face” (Versiunea de pe album) – 3:58 2. „Just Dance” (RedOne Remix featuring Kardinal Offishall) – 4:19 - CD maxi single distribuit în Germania 1. „Poker Face” (Versiunea de pe album) – 3:57 2. „Poker Face” (Space Cowboy Remix) – 4:53 3. „Just Dance” (Robots to Mars Mix) – 4:37 4. „Poker Face” (Videoclip muzical) – 3:39 - CD Single distribuit în Franța 1. „Poker Face” (Versiune principală) – 3:58 2. „Poker Face” (Glam As You Club Mix by Guéna LG) – 7:51 3. „Poker Face” (Dave Audé Remix) – 8:12 | - CD Single distribuit în Statele Unite – Versiuni remix 1. „Poker Face” (Space Cowboy Remix) – 4:25 2. „Poker Face” (Jody den Broeder Remix) – 8:07 3. „Poker Face” (Dave Audé Remix) – 8:12 4. „Poker Face” (Album Version) – 3:57 5. „Poker Face” (Instrumental) – 3:59 - CD Single distribuit în Regatul Unit 1. „Poker Face” – 3:58 2. „Poker Face” (Tommy Sparks & The Fury Remix) – 3:58 - Vinil 7" distribuit în Regatul Unit A. „Poker Face” – 3:57 B. „Poker Face” (Space Cowboy Remix) – 4:53 - EP distribuit pe iTunes 1. „Poker Face” (Space Cowboy Remix) – 4:54 2. „Poker Face” (Dave Audé Club Remix) – 8:13 3. „Poker Face” (Jody den Broeder Club Remix) – 8:05 |

## Acreditări și personal
Persoanele care au lucrat la acest cântec sunt preluate de pe broșura albumului The Fame.
- Lady Gaga – voce principală, acompaniament vocal, textier, producător
- RedOne – acompaniament vocal, inginer de sunet, instrumentație, textier, producător, programare
- Gene Grimaldi – masterizare
- Robert Orton – mixare
- Dave Russell – inginer de sunet

## Prezența în clasamente
| Țară (clasament)                                        | Poziția maximă | Referință      |
| 2008–2009                                               | 2008–2009      | 2008–2009      |
| ------------------------------------------------------- | -------------- | -------------- |
| Australia (ARIA)                                        | 1              | [ 37 ]         |
| Austria (Ö3 Austria)                                    | 1              | [ 117 ]        |
| Belgia (Ultratop 50 Flandra)                            | 1              | [ 51 ]         |
| Belgia (Ultratop 50 Valonia)                            | 1              | [ 118 ]        |
| Canada (Canadian Hot 100)                               | 1              | [ 35 ]         |
| Canada (AC)                                             | 28             | [ 119 ]        |
| Canada (CHR/Top 40)                                     | 1              | [ 120 ]        |
| Canada (Hot AC)                                         | 1              | [ 121 ]        |
| Cehia (Rádio Top 100)                                   | 2              | [ 122 ]        |
| Coreea de Sud (Gaon)                                    | 4              | [ 123 ]        |
| Danemarca (Tracklist)                                   | 1              | [ 124 ]        |
| Elveția (Swiss Hitparade)                               | 1              | [ 125 ]        |
| Europa (European Hot 100 Singles)                       | 1              | [ 54 ]         |
| Finlanda (Suomen virallinen lista)                      | 1              | [ 126 ]        |
| Franța (SNEP)                                           | 1              | [ 127 ]        |
| Germania (Official German Charts)                       | 1              | [ 128 ]        |
| Irlanda (IRMA)                                          | 1              | [ 52 ]         |
| Israel (Media Forest)                                   | 1              | [ 129 ]        |
| Italia (FIMI)                                           | 2              | [ 50 ]         |
| Japonia (Japan Hot 100)                                 | 4              | [ 130 ]        |
| Mexic (Ingles Airplay)                                  | 1              | [ 131 ]        |
| Mexic (Monitor Latino)                                  | 1              | [ 132 ]        |
| Norvegia (VG-lista)                                     | 1              | [ 133 ]        |
| Noua Zeelandă (RMNZ)                                    | 1              | [ 40 ]         |
| Olanda (Dutch Top 40)                                   | 1              | [ 134 ]        |
| Olanda (Single Top 100)                                 | 1              | [ 135 ]        |
| Regatul Unit (OCC)                                      | 1              | [ 42 ]         |
| România (Romanian Top 100)                              | 1              | [ 47 ] [ 136 ] |
| Rusia (Tophit)                                          | 1              | [ 137 ]        |
| Scoția (OCC)                                            | 1              | [ 138 ]        |
| Slovacia (Rádio Top 100)                                | 1              | [ 139 ]        |
| Spania (PROMUSICAE)                                     | 2              | [ 140 ]        |
| Suedia (Sverigetopplistan)                              | 1              | [ 141 ]        |
| Statele Unite ale Americii (Billboard Hot 100)          | 1              | [ 142 ]        |
| Statele Unite ale Americii (Adult Top 40)               | 8              | [ 143 ]        |
| Statele Unite ale Americii (Dance Club Songs)           | 1              | [ 29 ]         |
| Statele Unite ale Americii (Dance/Mix Show Airplay)     | 1              | [ 144 ]        |
| Statele Unite ale Americii (Mainstream Top 40)          | 1              | [ 145 ]        |
| Statele Unite ale Americii (Rhytmic)                    | 4              | [ 146 ]        |
| Ungaria (Dance Top 40)                                  | 1              | [ 147 ]        |
| Ungaria (Rádiós Top 40)                                 | 4              | [ 148 ]        |
| Ungaria (Single Top 40)                                 | 4              | [ 149 ]        |
| 2017                                                    |                |                |
| Statele Unite ale Americii (Hot Dance/Electronic Songs) | 8              | [ 150 ]        |

| Țară (clasament)                               | Poziția maximă | Referință |
| ---------------------------------------------- | -------------- | --------- |
| Australia (ARIA)                               | 4              | [ 151 ]   |
| Austria (Ö3 Austria)                           | 3              | [ 152 ]   |
| Germania (Official German Charts)              | 2              | [ 153 ]   |
| Regatul Unit (UK Singles Chart)                | 15             | [ 154 ]   |
| Statele Unite ale Americii (Billboard Hot 100) | 42             | [ 155 ]   |

| Țară (clasament)                                                     | Poziția maximă | Referință |
| -------------------------------------------------------------------- | -------------- | --------- |
| Australia (Ö3 Austria Top 40)                                        | 11             | [ 156 ]   |
| Belgia (Ultratop 50 Flandra)                                         | 98             | [ 157 ]   |
| Belgia (Ultratop 50 Valonia)                                         | 56             | [ 158 ]   |
| Regatul Unit (Official Charts Company)                               | 84             | [ 159 ]   |
| Statele Unite ale Americii (Billboard Hot 100)                       | 268            | [ 160 ]   |
| Statele Unite ale Americii (Billboard Hot 100, clasamentul femeilor) | 86             | [ 161 ]   |

| Țară (clasament)                                        | Poziția maximă | Referință |
| 2008                                                    | 2008           | 2008      |
| ------------------------------------------------------- | -------------- | --------- |
| Australia (ARIA)                                        | 14             | [ 162 ]   |
| Noua Zeelandă (RMNZ)                                    | 6              | [ 163 ]   |
| 2009                                                    |                |           |
| Australia (ARIA)                                        | 11             | [ 164 ]   |
| Austria (Ö3 Austria)                                    | 1              | [ 165 ]   |
| Belgia (Ultratop 50 Flandra)                            | 1              | [ 166 ]   |
| Belgia (Ultratop 50 Valonia)                            | 1              | [ 167 ]   |
| Canada (Canadian Hot 100)                               | 2              | [ 168 ]   |
| Danemarca (Tracklist)                                   | 2              | [ 169 ]   |
| Elveția (Swiss Hitparade)                               | 1              | [ 170 ]   |
| Europa (European Hot 100 Singles)                       | 1              | [ 171 ]   |
| Finlanda (Suomen virallinen lista)                      | 1              | [ 172 ]   |
| Franța (SNEP)                                           | 4              | [ 173 ]   |
| Germania (Official German Charts)                       | 1              | [ 174 ]   |
| Irlanda (IRMA)                                          | 3              | [ 175 ]   |
| Italia (FIMI)                                           | 4              | [ 176 ]   |
| Noua Zeelandă (RMNZ)                                    | 15             | [ 177 ]   |
| Olanda (Dutch Top 40)                                   | 15             | [ 178 ]   |
| Regatul Unit (OCC)                                      | 1              | [ 179 ]   |
| România (Romanian Top 100)                              | 9              | [ 49 ]    |
| Spania (PROMUSICAE)                                     | 13             | [ 180 ]   |
| Suedia (Sverigetopplistan)                              | 4              | [ 181 ]   |
| Statele Unite ale Americii (Billboard Hot 100)          | 2              | [ 182 ]   |
| Statele Unite ale Americii (Dance Club Songs)           | 16             | [ 183 ]   |
| Statele Unite ale Americii (Mainstream Top 40)          | 4              | [ 184 ]   |
| Ungaria (Rádiós Top 40)                                 | 9              | [ 185 ]   |
| 2010                                                    |                |           |
| Europa (European Hot 100 Singles)                       | 92             | [ 186 ]   |
| Italia (FIMI)                                           | 95             | [ 187 ]   |
| Japonia (Japanese Yearly Top 100)                       | 62             | [ 188 ]   |
| 2017                                                    |                |           |
| Statele Unite ale Americii (Hot Dance/Electronic Songs) | 51             | [ 189 ]   |

## Certificări și vânzări
| \| Țara \| Vânzări/ puncte \| Certificare \| Referințe \| \| --------------------------------- \| --------------- \| ----------- \| --------- \| \| Australia (ARIA) \| +420.000 \| \| [38] \| \| Austria (IFPI Austria) \| +30.000 \| \| [190] \| \| Belgia (BEA) \| +30.000 \| \| [191] \| \| Canada (Music Canada) \| +320.000 \| \| [36] \| \| Coreea de Sud (Gaon) \| +1.304.200 \| \| [192] \| \| Danemarca (IFPI Danemarca) \| +60.000 \| \| [193] \| \| Elveția (IFPI Elveția) \| +90.000 \| \| [194] \| \| Franța \| +300.000 \| \| [195] \| \| Germania (BVMI) \| +900.000 \| \| [196] \| \| Japonia (RIAJ) (Format PC) \| +250.000 \| \| [197] \| \| Japonia (RIAJ) (Format Chaku-uta) \| +250.000 \| \| [198] \| \| Noua Zeelandă (RIANZ) \| +30.000 \| \| [41] \| \| Norvegia (IFPI Norvegia) \| +30.000 \| \| [199] \| \| Spania (PROMUSICAE) \| +40.000 \| \| [200] \| \| Suedia (GLF) \| +40.000 \| \| [201] \| \| Regatul Unit (BPI) \| +1.180.370 \| \| [45][46] \| \| Statele Unite ale Americii (RIAA) \| +7.500.000 \| \| [32][31] \| | Note - reprezintă „disc de platină”; - reprezintă „dublu disc de platină”; - reprezintă „sextuplu disc de platină”; - reprezintă „octuplu disc de platină”; - reprezintă „disc de diamant”. |             |               |
| Țara | Vânzări/ puncte | Certificare | Referințe     |
| Australia (ARIA) | +420.000 |             | [ 38 ]        |
| Austria (IFPI Austria) | +30.000 |             | [ 190 ]       |
| Belgia (BEA) | +30.000 |             | [ 191 ]       |
| Canada (Music Canada) | +320.000 |             | [ 36 ]        |
| Coreea de Sud (Gaon) | +1.304.200 |             | [ 192 ]       |
| Danemarca (IFPI Danemarca) | +60.000 |             | [ 193 ]       |
| Elveția (IFPI Elveția) | +90.000 |             | [ 194 ]       |
| Franța | +300.000 |             | [ 195 ]       |
| Germania (BVMI) | +900.000 |             | [ 196 ]       |
| Japonia (RIAJ) (Format PC) | +250.000 |             | [ 197 ]       |
| Japonia (RIAJ) (Format Chaku-uta) | +250.000 |             | [ 198 ]       |
| Noua Zeelandă (RIANZ) | +30.000 |             | [ 41 ]        |
| Norvegia (IFPI Norvegia) | +30.000 |             | [ 199 ]       |
| Spania (PROMUSICAE) | +40.000 |             | [ 200 ]       |
| Suedia (GLF) | +40.000 |             | [ 201 ]       |
| Regatul Unit (BPI) | +1.180.370 |             | [ 45 ] [ 46 ] |
| Statele Unite ale Americii (RIAA) | +7.500.000 |             | [ 32 ] [ 31 ] |

## Datele lansărilor
| Regiune                    | Dată               | Format                      |
| -------------------------- | ------------------ | --------------------------- |
| Australia                  | 26 septembrie 2008 | Descărcare digitală         |
| Australia                  | 25 octombrie 2008  | CD single                   |
| Regatul Unit               | 16 decembrie 2008  | EP Digital – Versiuni remix |
| Franța                     | 22 decembrie 2008  | Descărcare digitală         |
| Franța                     | 23 ianuarie 2009   | EP Digital                  |
| Franța                     | 26 ianuarie 2009   | CD single                   |
| Statele Unite ale Americii | 27 ianuarie 2009   | Difuzare radio              |
| Germania                   | 20 februarie 2009  | CD single EP Digital        |
| Germania                   | 24 februarie 2009  | CD maxi single              |
| Statele Unite ale Americii | 10 martie 2009     | CD single – Versiuni remix  |
| Regatul Unit               | 9 aprilie 2009     | EP Digital                  |
| Regatul Unit               | 13 aprilie 2009    | CD single Vinil 7"          |
| Germania                   | 3 iunie 2009       | EP Digital                  |